# Interculturel
Ne doit pas être confondu avec Transculturel.
Le mot « interculturel » comprend « inter » et « culturel » qui signifient « entre » et « culture ». La sociologie, la psychologie, l'éducation, le marketing, la résolution des conflits ou encore la philosophie étudient les phénomènes résultant de la rencontre de plusieurs cultures, ou « relations interculturelles ».
Selon Claude Clanet, le terme interculturel introduit les notions de réciprocité dans les échanges et de complexité dans les relations entre cultures.
Le phénomène interculturel est affaire de rencontres, du fait qu'il n'existe pas une culture mais des cultures, au sein desquelles parfois d'autres cultures coexistent et interagissent. Chaque pays, peuple, être humain, organisation possède une culture différente.
La culture peut comprendre différents éléments : Il y a la culture que chaque être humain possède (sa connaissance du monde, des autres, ses normes), la culture commune à un groupe de personnes (comme la culture française qui comprend son histoire, sa gastronomie, ses valeurs…) ou à une organisation.
L'intérêt du management interculturel est d'étudier les risques de conflits entre cultures différentes, les raisons qui expliquent les chocs culturels inter-groupes, et les mécanismes qui peuvent conduire à une meilleure compréhension et coopération entre les différentes parties impliquées.

## Description
Dans le domaine de la psychologie et de la sociologie, l'étude des relations interculturelles porte sur les contacts de culture. Lorsque des personnes de cultures différentes interagissent, elles vont mettre en commun pour communiquer, des éléments culturels qui leur sont propres tout comme certains qui leur sont communs, mais vont également faire appel à des apports culturels extérieurs à eux. Une sorte de « bricolage culturel » va se mettre en place leur permettant de dépasser les différences, sources d'obstacles à la communication, voire de les exploiter pour créer un nouvel espace culturel d'interaction, avec un nouveau code culturel. Il ne s'agit plus d'un pont entre les cultures, mais bien d'un mélange de différents rapports culturels. L'interculturel ne se borne pas au domaine de la communication comme le font la plupart des approches nées aux États-Unis. Il produit des effets au niveau des valeurs morales et des structures sociales, ce qui autorise à parler de société interculturelle.
L'interculturel, en tant que principe d'ouverture, est aussi une tentative de renoncement à l'ethnocentrisme que le Trésor de la langue française informatisé définit comme un « comportement social et attitude inconsciemment motivée qui conduisent à privilégier et à surestimer le groupe racial, géographique ou national auquel on appartient, aboutissant parfois à des préjugés en ce qui concerne les autres peuples ».
D'autre part, les communications et les relations interculturelles vont faire émerger des phénomènes d'acculturation. L'acculturation s'entend comme « l'ensemble de phénomènes qui résultent de ce que des groupes d'individus de cultures différentes entrent en contact continu et direct et les changements qui surviennent dans les modèles culturels originaux de l'un ou l'autre des deux groupes » selon le Mémorandum pour l'étude de l'acculturation des anthropologues américains Melville Herskovits, Robert Redfield et Ralph Linton de 1936.
L'acculturation indique donc le mouvement vers, elle est focalisée sur le changement par les phénomènes de contacts et non par le privatif.
La déculturation est par contre la perte de sa propre culture que ce soit volontairement ou involontairement. Ethnocide est par ailleurs le fait d'effacer ou de supprimer une communauté en détruisant sciemment sa culture. La déculturation définit l'absence de culture, alors que l'acculturation est un processus lent effectué par des populations qui s'adaptent à de nouvelles situations culturelles. Selon Christian Puren, il existerait plusieurs composantes à la compétence culturelle : transculturelle, métaculturelle, interculturelle, pluriculturelle, co-culturelle. Cette distinction permet d'analyser les situations où elles s'articulent, se combinent ou se superposent.

## Rencontres
L'interculturalité, c'est la rencontre de deux ou plusieurs cultures, plus ou moins violente, plus ou moins intense. Mais une rencontre interculturelle, avec ou sans barrière de langue (élément qui met un obstacle de plus à la compréhension entre les deux personnes, mais qui intensifie la relation interculturelle), est parfois très forte, pleine d'émotions. Ces expériences, rencontres avec l'Autre, avec l'altérité nous interrogent sur nous-mêmes et le monde. Se préoccuper de l'autre fait réfléchir sur soi. Nous sortons parfois enrichis de ces confrontations et des rencontres.
« Le simple regroupement de personnes originaires de différentes cultures ne suffit pas à créer des apprentissages interculturels. […] L'apprentissage interculturel se produit lorsque surgissent des difficultés, des processus de différenciation, des antagonismes qui ne peuvent être perçus que progressivement et qui ne peuvent être surmontés qu'ensemble ».
Ainsi l'interculturalité demande un effort de chacun et non seulement d'une partie des protagonistes, sinon cela voudrait dire que la rencontre n'a pas lieu. La rencontre est forcément transformatrice et parfois même bouleversante. Ces efforts, à la fois de la société d'accueil et de l'immigré sont indispensables pour permettre une intégration culturelle réussie des immigrés.
Certains sont fermés à la nouveauté parce qu'ils estiment inutile d'aller vers l'autre, en prétextant que cette démarche ne leur apportera rien. Ils craignent la confrontation, entre points communs et dissemblances, physiques également. Parfois ils sont conditionnés, de par les représentations familiales, sociétales ou les fantasmes qui nourrissent des peurs quelque peu archaïques.
Nous allons pourtant vers l'autre plus volontiers à l'étranger que dans notre propre ville et pays. Dans un endroit nouveau, nous avons parfois besoin de demander à quelqu'un dans la rue, notre chemin, car nous ne connaissons pas les lieux. Le besoin fait aller vers l'autre, et une fois la conversation engagée, elle peut se prolonger. Dans un nouveau lieu, nous avons besoin de l'autre, s'il nous aide, nous en ressentons de la gratitude. Ici la relation interculturelle commence, par un échange.
Avec l'autre, nous sommes incités à échanger, c'est cette richesse de l'échange qui fait la force d'une relation interculturelle. C'est dans la liberté d'aller ou non vers l'autre justement qu'une richesse d'échange s'élabore.
Voici ce que nous rapporte Sun-Mi Kim : « les études supérieures des femmes asiatiques dans un pays occidental, comme la France, constituent certainement un des moyens pour raccourcir ce long chemin vers leur épanouissement. Un tel parcours ne se fait pas sans souffrance, sans doute parce que la culture occidentale questionne farouchement la leur. bien que ces femmes soient encore hésitantes, parfois sceptiques à l'égard des valeurs des pays d'accueil, l'expérience interculturelle leur permet de réfléchir sans cesse davantage sur elles-mêmes, sur leurs propres valeurs. Il est certain que cette situation peut-être extrêmement angoissante et en même temps enrichissante : angoissante parce qu'on a l'impression d'être en train de perdre une partie de soi, qui ne pourra jamais être remplacée. Angoissante encore parce que surgissent certaines valeurs qui interrogent sans répit les anciennes convictions. Chez les étudiantes asiatiques, cette expérience interculturelle est importante selon la manière de considérer cette période d'interrogation et de la mettre à profit pour changer. Pour cela, une attitude ouverte est indispensable. La peur de faire le pas vers l'inconnu est probable, avec sa part d'incertitude. Mais comme l'écrit E. Morin, si elles n'affrontent pas cette incertitude (1999, p. 61-70), elles ne sauront jamais ce qui pourra surgir comme inconnu dans leur propre vie, autrement dit la clé de leur possible libération ».
« La notion d’interculturalité, pour avoir sa pleine valeur, doit, en effet, être étendue à toute situation de rupture culturelle — résultant, essentiellement, de différences de codes et de significations —, les différences en jeu pouvant être liées à divers types d’appartenance (ethnie, nation, région, religion, genre, génération, groupe social, organisationnel, occupationnel, en particulier). Il y a donc situation interculturelle dès que les personnes ou les groupes en présence ne partagent pas les mêmes univers de significations et les mêmes formes d’expression de ces significations, ces écarts pouvant faire obstacle à la communication ».
Parfois dans la rencontre de deux cultures, de deux appartenances différentes, un temps est nécessaire pour l'apprivoisement, le décodage du langage, même en l'absence de barrière de la langue. Ce temps est un temps nécessaire pour que la rencontre ait lieu, et qu'un accordage s'opère entre les personnes. Ce temps est précieux dans le maillage des cultures. La notion de temporalité qui y est associée est aussi singulière.
La rencontre interculturelle s'inscrit dans un cadre spatio-temporel. La rencontre a lieu à un moment donné de l'Histoire en un endroit, et ce contexte est souvent nécessaire pour comprendre et affiner les enjeux de cette rencontre.
La rencontre interculturelle est aussi une expérience. Dans leur article sur la théorie de l'expérience comme processus d'apprentissage et de connaissance, les coauteurs Remi Hess et Gabriele Weigand proposent une sorte de structure de « l'éprouver » découpée en trois moments distincts mais pourtant constitutifs de l'expérience : « on peut éprouver comme un acte, et cette épreuve est active et personnelle, parce que l’on pose la réalité même de l’expérience. […] On peut encore éprouver comme une activité subie, et cette épreuve est passive, sans liberté, indifférenciée et la moins personnelle qui soit. […] On peut enfin éprouver comme une activité accueillie, et cette épreuve est passive encore, mais l’expérience y est enveloppée dans un acte de liberté ».
À propos des préjugés, Lucette Colin et Burkhard Müller ont la vision suivante : « les préjugés ne sont pas un obstacle à la rencontre de l'autre, mais au contraire ils doivent être utilisés dans la dynamique de la rencontre et reconnus pour être dépassés pour que la rencontre se fasse. La psychologie nous montre que les phénomènes de projection sont à l'origine du désir de rencontre ».

## Principe de créolisation
Le principe de créolisation décrit le fait que plusieurs langues en présence vont former une nouvelle langue, qui sera différente des premières tout en leur ressemblant (ex : le créole, l'espéranto). Ce principe peut être transposé à la culture. Lorsque plusieurs cultures se trouvent en présence durant un certain temps, il va se former une nouvelle culture, qui sera différente des initiales mais qui aura su puiser dans chacune pour se constituer.
La France possède des territoires et départements d'Outre-mer (DOM-TOM) où plusieurs langues et cultures différentes coexistent. Les Outre-mers « permettent de vivre, en grandeur nature le défi du multiculturalisme. C'est la cohabitation avec ces identités, langues, cultures, religions, traditions, liées à la métropole, mais aussi inscrites dans une histoire bien plus ancienne que celle marquée par l'arrivée des Européens (entre les XVIIe et XVIIIe siècles) qui fait l'importance de ces territoires. Cette diversité culturelle est un atout pour construire l'autre mondialisation, celle qui, au-delà des marchés, des économies, et des rapports de force, doit au contraire organiser le dialogue des cultures et des civilisations ».
Il existe des phénomènes de diglossie entre le français, langue formelle, et le créole, langue informelle.
Parmi les sociologues de l'interculturel, peuvent être mentionnés : Jacques Demorgon, Fons Trompenaars, Edward T. Hall et Geert Hofstede.

## Éducation et communication interculturelle
L'école est aujourd'hui un lieu où l'enfant va rencontrer l'Autre, l'altérité. C'est un lieu où il va être confronté à la différence, à des cultures autres que sa propre culture familiale. Il va devoir apprendre à respecter ces différences et comprendre que lui-même a une culture qui n'est pas un universel, et qui n'est pas non plus figée. La pédagogie interculturelle propose de limiter les effets négatifs que pourraient avoir les incompréhensions des uns et des autres, en valorisant cette différence pour que chacun puisse apprendre des autres, et que l'enfant lui-même puisse enrichir ses camarades. Ainsi, le professeur qui pratique ce genre de pédagogie essaiera de se décentrer et de proposer différents modèles, sans rester dans une vision ethnocentrique où c'est principalement la culture européenne qui est mise en valeur. Ainsi la classe devient le lieu où chaque enfant pourra s'exprimer et affirmer sa différence, en partageant avec les Autres. L'exemple des cours portant sur la culture religieuse enseignée au collège en est un parmi tant d'autres.
« L'éducation interculturelle est devenue une priorité pour les institutions européennes dans les années 1990 et 2000 ». « Les approches interculturelles dans la forme scolaire se présentent à la fois comme un enjeu pour les « minorités », les migrants ou plus généralement l'ensemble des élèves, et comme un défi pour les autorités éducatives chargées de les promouvoir ».
Les approches interculturelles en éducation visent généralement trois objectifs : « reconnaître et accepter le pluralisme culturel comme une réalité de société ; contribuer à l'instauration d'une société d'égalité de droit et d'équité ; contribuer à l'établissement de relations inter-ethniques harmonieuses ».
Au niveau universitaire des rencontres interculturelles entre des étudiants de pays différents ont lieu afin de leur permettre de mieux connaître l'Autre. Cette démarche amène déjà à réfléchir sur sa propre culture, son positionnement, chaque étudiant pouvant avoir sa propre manière d'appréhender la culture de son pays.
Il semble important de mentionner aussi que dans l'éducation et la communication interculturelle les notions de majorité et de minorité ont toute leur importance et ce aussi bien sur le plan culturel que langagier.
L'altérité est une composante omniprésente dans notre société de multiculturalisme. On la trouve sous diverses formes, parfois inattendues : elle se trouve dans l’archipélisation de la connaissance qui tend à construire naturellement des passerelles entre domaines autrefois spécialisés et fermés sur eux-mêmes (neurochirurgie, bioéthique, etc). Elle se trouve également à l'école qui n'est pas seulement un lieu de conservation des savoirs mais est aussi un lieu (avec la famille) où se transmet le savoir vivant entre générations.

## Interculturel et entreprise
Les problématiques de l'interculturalité se sont beaucoup développées dans le domaine de l'entreprise .
Le management interculturel cherche à gérer les différences interculturelles au sein de l'entreprise, afin de renforcer la cohésion des équipes et de limiter les conflits.
Le Modèle de l'Iceberg élaboré par Kohls exprime bien les différents niveaux d’expression de la culture et la difficulté ou complexité qui en résulte pour bien communiquer et se comprendre au sein d'une équipe multiculturelle.
- La partie émergée représente les éléments culturels explicites (comportements, histoire, langue...)
- La partie immergée regroupe les valeurs, les modes de pensée et les visions du monde qui sont moins visibles mais ont une influence plus profonde car il s’agit d’éléments particulièrement chargés affectivement

Le management interculturel ne s’improvise pas. Il s’apprend par une éducation des l'enfance et la formation initiale et continue.
Pour apprendre notamment les bonnes postures et les bons comportements. 
Quels sont les comportements qui favorisent l'intégration et les bons échanges dans une équipe? On peut citer, 
L'écoute, la bienveillance, l'authenticité, l'absence de jugement, l'ouverture d’esprit, la curiosité, le respect,  la tolérance.

L’impact du multiculturalisme sur les pratiques managériales.
Ce tableau permet de visualiser et de comprendre qu'à chaque risque lié au multiculturalisme correspond une opportunité d'apprentissage individuel et collectif pour forger un collectif "robuste" et "résilient".

Récapitulatif des résultats sur la perception de l'impact de la diversité  
| Risques                                                                      | Avantages                                               | Pratiques de gestion                                                                             |
| Risques d’intensification de tensions culturelles                            | Meilleures créativité et innovation                     | Prise en compte de la diversité culturelle                                                       |
| Risque d’individualisation entraînant une faible cohésion entre le personnel | Harmonisation des prises de décision                    | Respect et valorisation des différences                                                          |
| Difficultés de communication et de coordination                              | Considération favorable de l’image de l’entreprise      | Formation en management interculturel                                                            |
| Risques de conflits interpersonnels                                          | Nouvelles perspectives commerciales                     | Adapter les pratiques de gestion de manière cohérente                                            |
| Présence de stéréotypes                                                      | Apprentissage mutuel                                    | Avoir une bonne communication en matière de diversité                                            |
| Risques de problèmes organisationnels                                        | Avantage concurrentiel dû à la synergie des compétences | Encourager l’apprentissage individuel et organisationnel à partir d’une perspective à long terme |

Le marketing interculturel propose d'adapter les produits à la culture des marchés ciblés.